# Bump Ahead
Bump Ahead è il terzo album in studio del gruppo musicale statunitense Mr. Big, pubblicato il 17 settembre 1993 dalla Atlantic Records.
L'album contiene una cover di Wild World di Cat Stevens e di Mr. Big dei Free.

## Tracce
1. Colorado Bulldog – 4:13 (Paul Gilbert, Billy Sheehan, Pat Torpey, Eric Martin, Tony Fanucchi)
2. Price You Gotta Pay – 3:56 (Sheehan, Gilbert, Torpey)
3. Promise Her the Moon – 4:07 (Martin, André Pessis)
4. What's It Gonna Be – 3:57 (Gilbert, Torpey, Pessis, Sheehan)
5. Wild World – 3:28 (Cat Stevens)
6. Mr. Gone – 4:33 (Torpey, Gilbert, Sheehan)
7. The Whole World's Gonna Know – 3:52 (Gilbert, Sheehan)
8. Nothing but Love – 3:46 (Gilbert)
9. Temperamental – 4:55 (Martin, Gilbert, Fanucchi, Torpey)
10. Ain't Seen Love Like That – 3:32 (Martin, Mark Spiro, Pessis)
11. Mr. Big – 4:25 (Andy Fraser, Paul Rodgers, Paul Kossoff, Simon Kirke)

Traccia bonus nell'edizione giapponese
1. Long Way Down – 3:48

## Formazione
Mr. Big
- Eric Martin – voce
- Paul Gilbert – chitarre, cori
- Billy Sheehan – basso, cori
- Pat Torpey – batteria, cori

Altri musicisti
- Little John Chrisley – armonica in Price You Gotta Pay

Produzione
- Kevin Elson – produzione, ingegneria del suono, missaggio
- Tom Size – ingegneria del suono, missaggio
- Bob Ludwig – mastering
- Reisig and Taylor – fotografia, immagini
- Melanie Nissen – direzione artistica